# Couthouyella striatula
Couthouyella striatula är en snäckart som först beskrevs av Couthouy 1838.  Couthouyella striatula ingår i släktet Couthouyella och familjen vindeltrappsnäckor. Inga underarter finns listade i Catalogue of Life.